# Eteocypriotisch
Eteocypriotisch was een taal die werd gesproken in het Cyprus van de ijzertijd. Het was geschreven in Cypriotisch schrift, verwant aan Lineair-A. Door sterke invloed van het Grieks is de taal in 400 v. Chr. uitgestorven.
Relaties met Etruskisch, of Lemnisch zijn mogelijk, aangezien er bewijsmateriaal is, maar veel teksten zijn er niet bekend.

## Woordenschat
- aisona: divinatie, van de goden [Etr <aisuna>: 'divineren']
- ana: hij (an-oti 'in zijn') [Etr <an>: 'hij, zij']
- eki: hier [Etr <cei>]
- kail: land, aarde (kail-i 'naar in de aarde') [Etr <cel-i>: 'naar in de aarde']
- kan: geven (kan-a, kan-io 'gift', kun-o 'gegeven') [Etr <cen-u>: 'gegeven']
- Lasana: Tyrrheniër, Etrusk [Etr <Rašna>: 'Tyrrheniër, Etrusk']
- man: liegen (man-a 'hij liegt') [Etr <mene>]
- mun: land, perceel, begraafplaats (mun-oti: 'in de aarde') [Etr <muni>, <munθ>]
- oite: moeder [Etr <ati> 'moeder']
- poti: baas
- sot: tombe (soti 'naar de tombe') [Etr <suθ>: 'tombe']
- ta: dat (tan: 'dat', tan-oti: 'naar dat') [Etr <ta>]
- taraw: geven (taraw-i: 'om te geven', taraw-o: 'gegeven') [Etr <tur-u>: 'gegeven']
- tu: hier [Etr <θui> 'hier']
- um: beslissen (um-iesa-i: 'beslist') [Lem <aumai>: 'beslist']